# 호랑이와 곶감
《호랑이와 곶감》은 동화작가 고 마해송 선생이 1933년 발표한 작품이다. 호랑이가 곶감을 무서워했다는 설화를 각색한 우화이다. 호랑이들이 소머리를 쓴 채 곶감을 사칭하며, 자신들을 핍박하는 여우떼를 물리친다는 줄거리를 담고 있는데, 이는 항일의지를 우화를 통해 전하고자 하는 의도가 담긴 설정으로 추정된다.